# Rhodacarellus epigynialis
Rhodacarellus epigynialis är en spindeldjursart som beskrevs av Sheals 1956. Rhodacarellus epigynialis ingår i släktet Rhodacarellus och familjen Rhodacaridae. Inga underarter finns listade i Catalogue of Life.